# 5-hydroxymethylcytosin
5-Hydroxymethylcytosin (5hmC) je pyrimidinová báze v DNA odvozená od cytosinu. Má význam v epigenetice, protože hydroxymethylová skupina na cytosinu může gen vypínat nebo zapínat. Poprvé byla tato sloučenina pozorována v roce 1952 u bakteriofágů. V roce 2009 byl 5-hydroxymethylcytosin nalezen také v lidských a myších mozcích a embryonálních kmenových buňkách.
U savců se vytváří oxidací 5-methylcytosinu, kterou řídí TET enzymy.

## Výskyt
5-Hydroxymethylcytosin je pravděpodobně obsažen ve všech savčích buňkách, ale množství se výrazně liší podle druhu buňky. Nejvyšší koncentrace se objevují v neuronech centrální nervové soustavy.
Množství hydroxymethylcytosinu v buňkách roste s věkem.

## Funkce
Přesná funkce této báze není známa, ale předpokládá se, že reguluje expresi genů nebo demethylaci DNA; tuto hypotézu potvrzuje skutečnost, že umělou DNA obsahující 5-hydroxymethylcytosinové (5hmC) zbytky lze po zavedení do savčích buněk přeměnit na DNA s holými cytosiny.
Výskyt 5hmC je výrazně vyšší v zárodečných buňkách, kde se zřejmě podílí na celkové demethylaci DNA.
V DNA embryonálních kmenových buněk byl nalezen 5-formylcytosin, produkt oxidace 5-hydroxymethylcytosinu a možný meziprodukt oxidační demethylace 5-methylcytosinu, i když v myších tkáních nebyla zaznamenána významná množství meziproduktů této demethylace. Předpokládá se, že je 5-hydroxymethylcytosin obzvláště významný pro centrální nervovou soustavu, protože se zde nachází v největších množstvích. 5-Hydroxymethylcytosin se vyskytuje také u nestálých nukleozomů, které během diferenciace buněk často mění místa.
Hromadění 5-hydroxymethylcytosinu v postmitotických neuronech bývá spojováno s „funkční demethylací“, která zprostředkovává transkripci a expresi genů.

## Bakterie a fágy
Bakteriofágy vyvinuly 5hmC pravděpodobně za účelem zamezení rozpoznání restrikčními enzymy bakterií. T4 fág používá 5hmC pouze v průběhu replikace, kdy navíc hydroxylovou skupinu glykosyluje.
Některé bakterie si oproti tomu vyvinuly restrikční enzymy zaměřené na místa obsahující 5hmC; příkladem je PvuRts1I, objevený v roce 1994.
5hmC u T4 is je vytvářen genomovým proteinem 42, deoxycytidylát-5-hydroxymethyltransferázou; (EC 2.1.2.8). Glykosylační reakce sprostředkovávají DNA alfa-glukosyltransferáza (EC 2.4.1.26), DNA beta-glukosyltransferáza (EC 2.4.1.27), a glukosyl-DNA beta-glukosyltransferáza (EC 2.4.1.28).

## Historie
5-Hydroxymethylcytosin objevil Skirmantas Kriaucionis, při zkoumání úrovní 5-methylcytosinu u dvou různých druhů neuronů. Všiml si významného množství neznámé látky, kterou poté identifikoval jako 5-hydroxymethylcytosin.
Laboratoř L. Aravinda využila nástroje bioinformatiky a určila, že tato látka pravděpodobně vzniká působením TET enzymů, které mají oxidovat 5-methylcytosin na 5-hydroxymethylcytosin. Výsledky byly předvedeny in vitro a v živých myších a lidských buňkách týmy, který vedli Anjana Rao a David R. Liu.
5-Hydroxymethylcytosin u savců jako první pozoroval R. Yura v roce 1972, ale tento objev je sporný. Yura nalezl velmi vysoké koncentrace 5-hmC v krysích mozcích a játrech, kde zcela nahradil 5-methylcytosin. Tento výsledek byl v rozporu s veškerými předchozími výzkumy složení savčí DNA, a další skupiny jej nedokázaly zopakovat.
Po objevu 5-hydroxymethylcytosinu se objevily pochybnosti o studiích methylace DNA využívajících hydrogensiřičitanové sekvencování.
5-Hydroxymethylcytosin se při hydrogensiřičitanovém sekvenování chová podobně jako jeho prekurzor, 5-methylcytosin. Data tímto postupem získaná tak bude třeba přehodnotit a ověřit, jestli je přeměněnou bází 5-methylcytosin, nebo 5-hydroxymethylcytosin. V roce 2012 laboratoř, kterou vedl Chuan He objevila postup, jak vyřešit detekci 5-hydroxymethylcytosinu jako 5-methylcytosinu při běžném hydrogensiřičitanovém sekvenování s využitím oxidačních vlastností TET enzymů, přičemž byl postup nazván TAB-seq.